# Det sista av England
Det sista av England (engelska: The Last of England) är en oljemålning av Ford Madox Brown. Den målades 1855 och är sedan 1891 utställd på Birmingham Museum and Art Gallery. Det finns en andra version från 1860 på Fitzwilliam Museum i Cambridge.  

## Målningen
Målningen avbildar två emigranter som lämnar England tillsammans med sin familj för att starta en ny tillvaro i Australien. Ford Madox Brown påbörjade målningen 1852, inspirerad av att hans närmaste vän, den prerafaelitiske skulptören Thomas Woolner, emigrerat till Australien tidigare under året. Emigrationen från England nådde sin höjdpunkt dessa år, med fler än 350 000 personer emigranter per år. Brown övervägde själv vid denna tidpunkt att flytta till Indien med sin nya familj.
Fastän Ford Madox Brown själv inte tillhörde gruppen prerafaeliter, återspeglar Det sista av England, liksom många av hans målningar, alla karaktäristiska drag av denna konstriktning. Målningen avbildar paret när de just lämnat England. De två centralfigurerna, vilka är baserade på Brown och hans andra hustru Emma, stirrar framåt, med uttryckslös min och ser inte åt Dovers vita klippor, vilka ses försvinna bakom bildens övre högra hörn. Deras kläder pekar på att familjen är en medelklassfamilj, så de lämnar inte landet av tvingande ekonomiska skäl som folk från arbetarklassen gjorde.
Det ljushåriga barnet bakom mannens skuldra är paret Browns barn Catherine (1850–1925). Barnhanden som syns hållen av kvinnan, antas tillhöra familjen Browns andra barn, Oliver (1855–1874).
För att återspegla de bistra villkoren i målningen målade Brown oftast utomhus i trädgården, och var tillfredsställd när vädret var dåligt.

## Proveniens
Det finns två avslutade versioner av målningen, en i Birmingham Museum and Art Gallery och en i Fitzwilliam Museum i Cambridge. En mindre akvarellkopia av den första versionen i olja gjordes mellan 1864 och 1866 och finns på Tate Britain. Det finns också en genomarbetad skiss, samt en detaljerad kompositionsteckning. Samtliga har ett runt format, det återupptagna renässansformat kallat tondo, men skiljer sig åt i färgskala.
The Last Sight of England, som målningen då kallades, såldes i mars 1859 av konstsamlaren Benjamin Windus (1790–1867) till konsthandlaren Ernest Gambart (1814–1902).

## Olika versioner

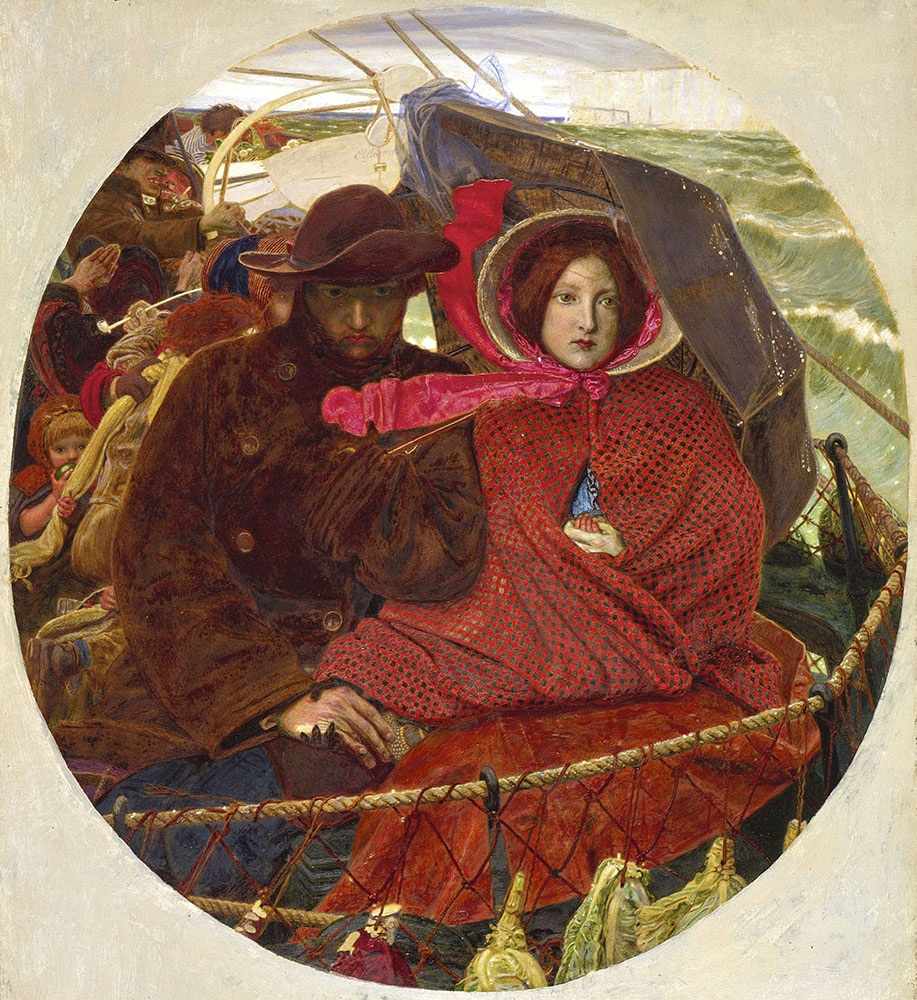
Cambridgeversionen från 1860.
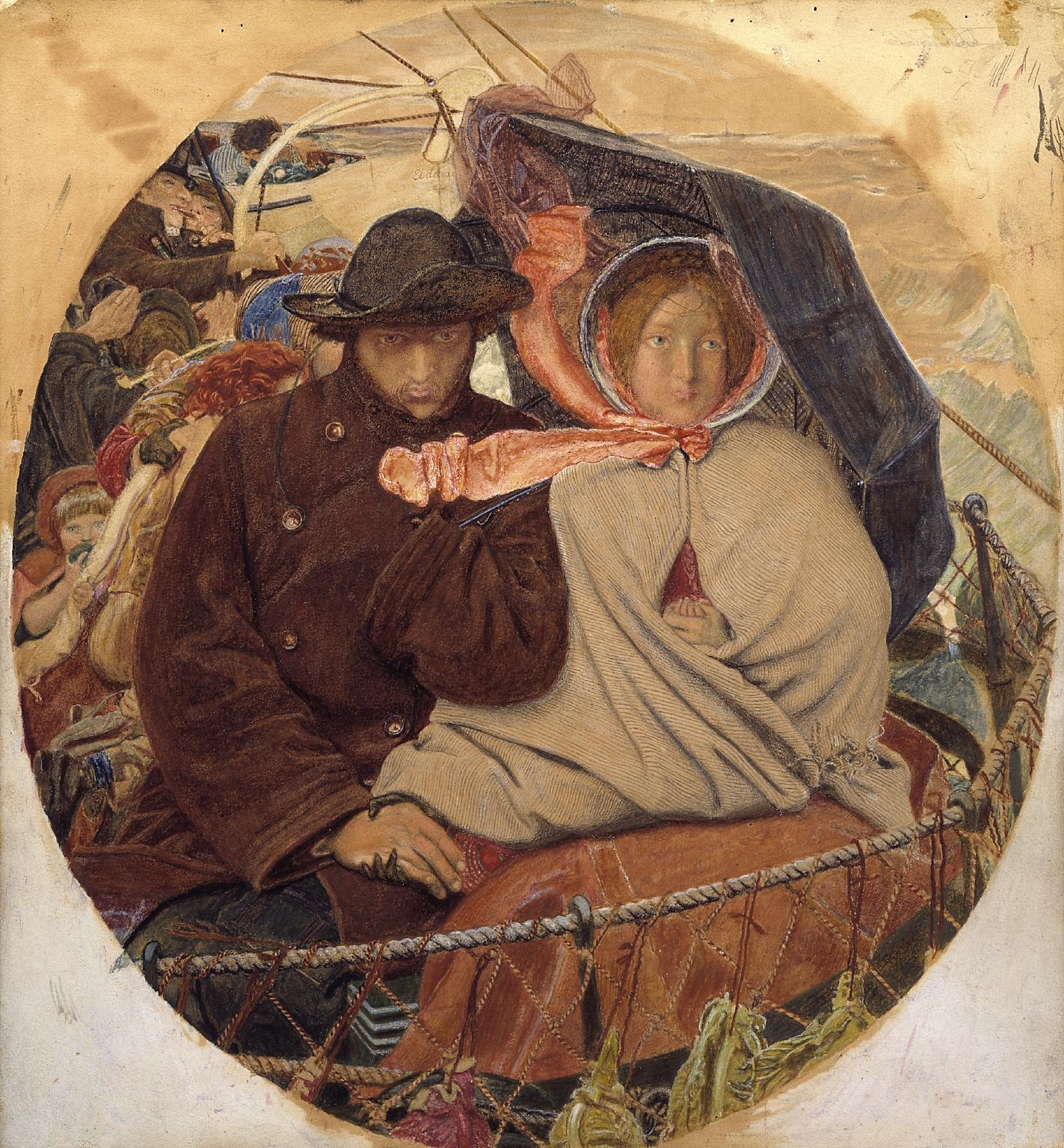
Tateversionen.
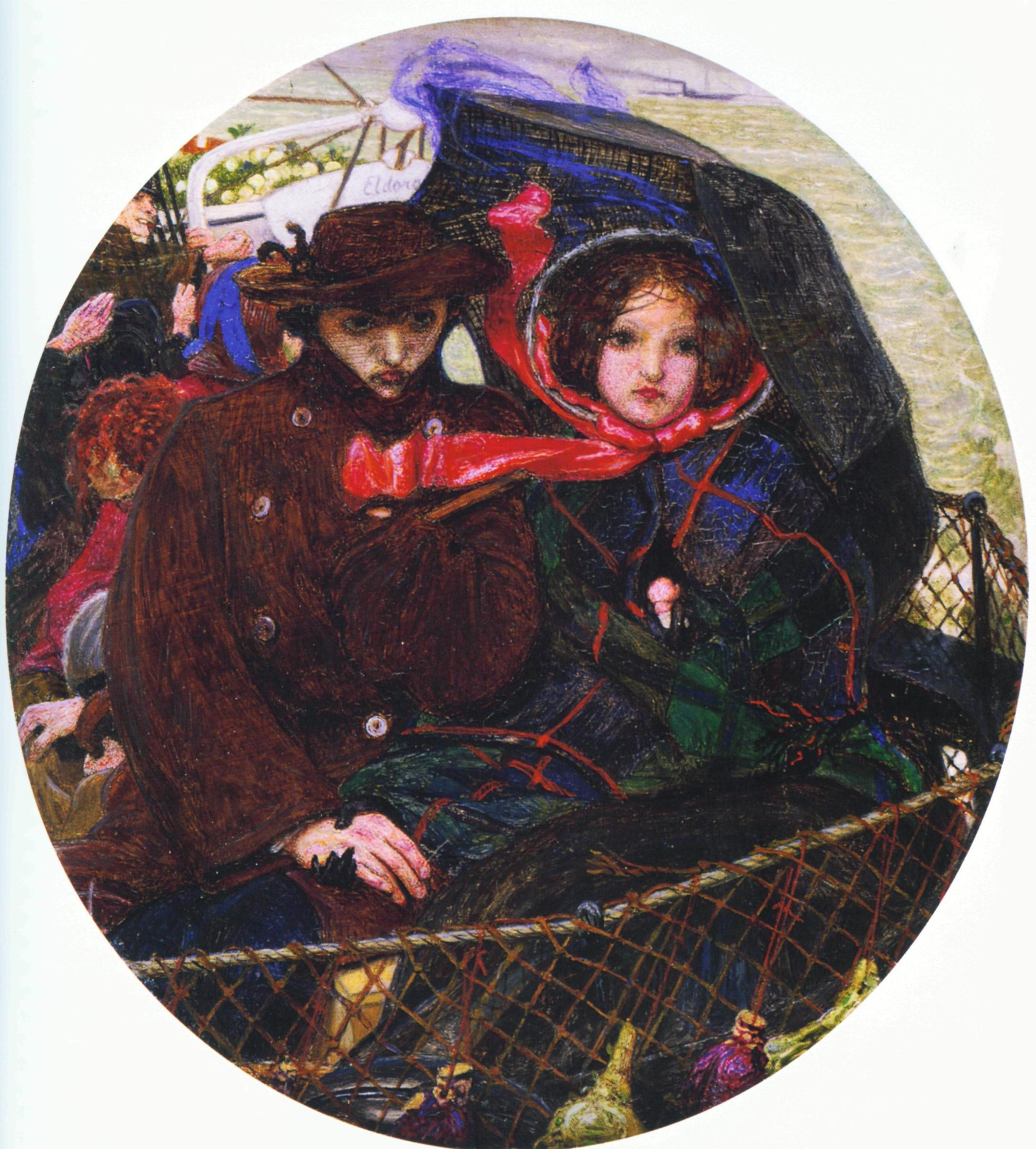
En skiss till den första versionen.